# Ophiodes fragilis
Espèce
Synonymes
- Seps fragilis Raddi, 1826
- Ophiodes yacupoi Gallardo, 1966

Ophiodes fragilis est une espèce de sauriens de la famille des Diploglossidae.

## Répartition
Cette espèce se rencontre :
- en Argentine ;
- au Mato Grosso au Brésil ;
- au Paraguay ;
- dans le département de Santa Cruz en Bolivie.

## Publication originale
- Raddi, 1826 "1820" : Di alcune specie nuovi di rettili e piante brasiliane. Atti della Società Italiana di Scienze Naturali Modena, vol. 18, p. 1-39.